# Charaxes jason
Charaxes jason är en fjärilsart som beskrevs av Carl von Linné 1767. Charaxes jason ingår i släktet Charaxes och familjen praktfjärilar. Inga underarter finns listade i Catalogue of Life.